# Synapson
Synapson est un groupe français de musique électronique. Il est formé en 2009 par deux amis d'enfance, Alexandre Chiere et Paul Cucuron, devenus DJ, remixeurs et producteurs.

## Biographie
Bien que nés dans des régions différentes, les deux musiciens Alexandre Chiere et Paul Cucuron se rencontrent jeunes, durant les vacances : « on se voyait une fois par an, quand on avait huit ans. » Vers 2009, Paul arrive à Paris et Synapson se forme. Pendant plusieurs années, le groupe frôle la séparation par manque de succès. Entre-temps, Alexandre fonde un groupe d'électro-swing avec Feder.
Après un premier EP, Haute couture, en 2010, puis deux ans plus tard Stendhal Syndrome, leur premier album, ils publient fin 2015 un deuxième disque, Convergence, de treize morceaux chez Parlophone,. Le terme « convergence » définissant le rapprochement de diverses influences musicales : « le point de convergence… c'est la musique électronique ! »
Pour ce deuxième album aux influences nombreuses, ils décident de collaborer avec l'artiste Anna Kova sur le titre All in You, « une de nos plus belles rencontres musicales de l’année 2015. » La genèse de l'album se base sur un travail individuel qu'ils mettent en commun par la suite : « on compose d’abord chacun de son côté, car ça va beaucoup plus vite. » Cet opus contient également le single Djôn'maya reprise d'un titre de 2008 de Victor Démé.
Le groupe est présent durant l'année 2016 dans de multiples événements tels que l'Ice DJ Festival, Musilac, Opex Festival, Festival Lives au Pont, Festival de Bobital, Garorock, Imaginarium, Nice Music Live, Les Ardentes, Ecaussystème, le Paléo en Suisse, le Festival Papillons de nuit, le Printemps de Bourges, Solidays, Les Vieilles Charrues, ou encore Les Plages électroniques. Le groupe est également en concert fin novembre à la Salle Pleyel. Sur scène, il s'éloignent des sets de DJ pour un format avec leurs propres instruments,. « C’est assez nouveau pour nous ce côté instrumental », précisent-ils.
En octobre 2021, le groupe joue à Nîmes et Toulouse. Ils joueront ensuite à L’Aéronef de Lille, le jeudi 4 novembre 2021, et mixeront au DJ Save My Night le 20 novembre 2021.

## Discographie

### Albums studio
- 2012 : Stendhal Syndrome
- 2015 : Convergence
- 2018 : Super 8
- 2020 : Global Musique Volume 1
- 2022 : Global Musique Volume 2
- 2025 : Blue Jeans[14]